# Sistema costruttivo leggero
Un sistema costruttivo leggero è una serie organizzata di conoscenze tecniche e di fasi esecutive per mezzo delle quali può essere realizzata una costruzione caratterizzata da precise strategie tecnologiche, strutturali e materiche. La leggerezza è il risultato di un rapporto equilibrato tra energia e materia, tra indispensabile e superfluo, tra materiali leggeri e scelte strutturali. Il sistema costruttivo è inteso come strategia di modificazione capace di interpretare le nuove esigenze di temporaneità, di flessibilità, di rinnovamento degli spazi e di riconversione delle funzioni loro assegnate; temi legati al mutamento della struttura sociale, divenuta ormai, sempre meno stanziale.
La continua esigenza di avere a disposizione sistemi ampi e leggeri ha innescato la ricerca di innovazioni tecnologiche tali da superare il vincolo del peso, attraverso l'ottimizzazione dei materiali, delle connessioni, del montaggio e dell'assemblaggio, coniugando progettazione e tecnologia, ad esempio nelle fasi di progettazione, realizzazione e gestione di un green building.

## Caratteristiche
In Lightness: the inevitable renaissance of minimum energy structures, A. Beukers ed E. Van Hinte sottolineano che un'idonea strategia progettuale, volta ad alleggerire la struttura, consiste da un lato, nel differenziare e separare le parti sottoposte a sforzi di trazione da quelle sottoposte a compressione, dall'altro, nel porre particolare cura nella scelta dei materiali con particolari caratteristiche di resistenza, al tipo di sollecitazione previsto, in modo da poter ridurre gli spessori. 
Dinamicità, reversibilità, assemblaggio di materiali e componenti, precisione costruttiva e rigore compositivo, caratterizzano i sistemi costruttivi leggeri. Le ricerche sperimentali in tal senso, sviluppano tipologie edilizie che privilegiano la flessibilità spaziale, la ripetibilità modulare, la facilità e la rapidità del trasporto dei componenti, nonché la previsione della reversibilità delle strutture: un sistema attento al rapporto tra architettura e ambiente e alle problematiche ambientali ad esso collegate.
La ricerca della leggerezza, al contrario delle costruzioni massive, conduce inevitabilmente all'utilizzo del telaio e di elementi di tamponamento caratterizzati da facilità di impiego, montaggio e smontaggio. 
Questo tipo di sistema è totalmente a secco, discontinuo e ciò comporta la possibilità di prefabbricare la maggior parte delle strutture al di fuori del cantiere, riservando a quest'ultimo soltanto la fase di assemblaggio finale.